# Wuming
Wuming (en chino, 武鸣区; pinyin, Wǔmíng qū) es un distrito urbano bajo la administración directa de la Prefectura Nanning en la Región autónoma de Guangxi, República Popular China. Su área es de 3388 km² y su población total para 2020 fue cerca a los 700 mil habitantes.

## Administración
El distrito de Wuming se divide en 13 pueblos que se administran en poblados.

## Demografía
Según estimación 2009 contaba con 686 605 habitantes.75.8% pertenece al grupo étnico de los Zhuang.